# Anomalocera ornata
Anomalocera ornata is een eenoogkreeftjessoort uit de familie van de Pontellidae. De wetenschappelijke naam van de soort is voor het eerst geldig gepubliceerd in 1949 door Sutcliffe.